# Cielo
Cielo est la plus grande entreprise brésilienne traitant les transactions sur les cartes de débit et sur les cartes de crédit. Elle traite les transactions faites sur cartes Visa au Brésil.

## Histoire
Cielo a été créée sous le nom de VisaNet en 1995 lorsque VISA International, en association avec Bradesco, Banco Santander Brasil, Banco do Brasil, ABN AMRO et la défunte Banco Nacional, a décidé de lancer une entreprise de traitement de cartes Visa au Brésil. Né sous le nom CBMP (Companhia Brasileira de Means of Payment) ou VisaNet.
Son titre a été inscrit à la bourse de São Paulo le 29 juin 1995 dans l'index Novo Mercado. Elle a levé environ 4.4 milliards USD en vendant 559,8 millions d'actions ordinaires.
En 2009, la société offre ses services dans toutes les régions du Brésil, dans les hypermarchés, comme les petites boutiques locales.
Au Brésil, Visanet a très peu de compétiteurs, le plus important étant Redecard. Les deux répondent à pratiquement la totalité des demandes.
En octobre 2009, Santander a vendu sa participation dans Visanet pour la somme de 7 milliards USD.